# Немања Николић (фудбалер, 1990)
Немања Николић (Бежанија, 16. октобра 1990) српски је фудбалер, који тренутно наступа за Звездару.

## Трофеји и награде
- Војвођанска лига Исток : 2016/17.[4]